# William J. Hough

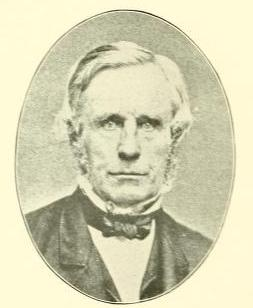
William J. Hough

William Jervis Hough (* 20. März 1795 in Paris Hill, New York; † 4. Oktober 1869 in Syracuse, New York) war ein US-amerikanischer Jurist und Politiker. Zwischen 1845 und 1847 vertrat er den Bundesstaat New York im US-Repräsentantenhaus.

## Werdegang
William Jervis Hough schloss seine Vorstudien ab. Er studierte Jura in Lyons im Ontario County. 1820 zog er nach Cazenovia im Madison County. Dort war er über 30 Jahre als Anwalt tätig. Daneben besaß er eine eigne Gemischtwarenhandlung. Er war zwischen 1829 und 1833 sowie 1836 Village Clerk. Dazwischen saß er in den Jahren 1835 und 1836 in der New York State Assembly. Er bekleidete 1838 und 1841 den Posten als Präsident  der Village von Cazenovia. Ferner diente er in der Miliz von New York, wo er zum General aufstieg. Politisch gehörte er der Demokratischen Partei an.
Bei den Kongresswahlen des Jahres 1844 für den 29. Kongress wurde Hough im 23. Wahlbezirk von New York in das US-Repräsentantenhaus in Washington, D.C. gewählt, wo er am 4. März 1845 die Nachfolge von Orville Robinson antrat. Er schied nach dem 3. März 1847 aus dem Kongress aus. Während dieser Zeit saß er im Komitee, welches den Bau der Smithsonian Institution überwachte, und deren Board of Regents.
Nach seiner Kongresszeit nahm er in Cazenovia wieder seine Tätigkeit als Anwalt auf. 1855 zog er nach Syracuse, wo er weiter als Anwalt praktizierte. Daneben verfolgte er mehrere andere Unternehmungen. Hough bekleidete die Posten als Vizepräsident der Syracuse City Bank und als Präsident im Bildungsausschuss von Syracuse. Außerdem war er an der Gründung und dem Design des Oakwood Cemetery beteiligt und saß in dessen ursprünglichem Aufsichtsgremium. Er verstarb ungefähr vier Jahre nach dem Ende des Bürgerkrieges in Syracuse und wurde dann auf dem Oakwood Cemetery beigesetzt.